# Memorijalni turnir Zdravka Uvodića
Memorijalni turnir Zdravka Uvodića ili Memorijal Zdravka Uvodića je tradicionalni nogometni turnir za klubove u seniorskoj konkurenciji koji se održava u Klisu i okolnim mjestima. 

Turnir organiziraju NK Uskok Klis, Nogometni savez županije Splitsko-dalmatinske, Zbor nogometnih sudaca županije Splitsko-dalmatinske uz tradicionalno pokroviteljstvo Slobodne Dalmacije. 

Zdravko Uvodić (rođ. 19. studenog 1948.) je bio dugogodišnji predsjednik Uskoka, savezni nogometni sudac i športski djelatnik. Poginuo je 3. lipnja 1992. godine na Svilaji kao zapovjednik Samostalnog voda Slobodne Dalmacije pri 114. brigadi Hrvatske Vojske. 

Turnir se tradicionalno igra u srpnju ili kolovozu, a na njemu uglavnom sudjeluju četiri kluba - Uskok te uglavnom klubovi iz Splitsko-dalmatinske županije.

## Dosadašnji pobjednici i sudionici
| godina | pobjednik              | drugopasirani         | ostali sudionici                               |
| ------ | ---------------------- | --------------------- | ---------------------------------------------- |
| 1993.  | Uskok Klis             | Omladinac Vranjic     | MAR Solin, Sloga Mravince                      |
| 1994.  | Zmaj Euroherc Makarska | Solin                 | Uskok Klis, Val Kaštel Stari                   |
| 1995.  | Solin Kaltenberg       | Uskok Klis            | ↓1                                             |
| 1996.  | Uskok Klis             | Val Kaštel Stari      | Mosor Žrnovnica, Solin                         |
| 1997.  | Uskok Klis             | Solin                 | Junak Sinj, Primorac AS Mario Stobreč          |
| 1998.  | Uskok Klis             | Primorac Stobreč      | Omiš, Val Kaštel Stari                         |
| 1999.  | Val Kaštel Stari       | Jadran Kaštel Sućurac | Primorac Stobreč, Uskok Klis                   |
| 2000.  | Uskok Klis             | Primorac Stobreč      | Poljičanin Srinjine, Val Kaštel Stari          |
| 2001.  | Solin Građa            | Primorac Stobreč      | Uskok Klis, Val Kaštel Stari                   |
| 2002.  | Uskok Klis             | Solin Građa           | Primorac Stobreč, Val Kaštel Stari             |
| 2003.  | Uskok Klis             | Val Kaštel Stari      | Jadran Kaštel Sućurac, Vinjani (Vinjani Donji) |
| 2004.  | Uskok Klis             | Primorac 1929 Stobreč | Val Kaštel Stari, Vinjani (Vinjani Donji)      |
| 2005.  | Val Kaštel Stari       | Uskok Klis            | Primorac 1929 Stobreč, Sloga Mravince          |
| 2006.  | Split                  | Uskok Klis            | OSK Otok, Primorac 1929 Stobreč                |
| 2007.  | Dugopolje              | Uskok Klis            | Krilnik Split, Split                           |
| 2008.  | Uskok Klis             | Primorac 1929 Stobreč | Glavice, Hajduk II Split                       |
| 2009.  | Uskok Klis             | Val Kaštel Stari      | Omladinac Vranjic, Primorac 1929 Stobreč       |
| 2010.  |                        |                       |                                                |
| 2011.  | Kamen Ivanbegovina     | Omiš                  | Uskok Klis, Val Kaštel Stari                   |
| 2012.  |                        |                       |                                                |
| 2013.  |                        |                       |                                                |
| 2014.  | Jadran Kaštel Sućurac  | Uskok Klis            | Orkan Dugi Rat, Sloga Mravince                 |
| 2015.  |                        |                       |                                                |
| 2016.  | Orkan Dugi Rat         | Uskok Klis            | Junak Sinj, Primorac Stobreč                   |
| 2017.  | Mosor Žrnovnica        | Orkan Dugi Rat        | Omiš, Uskok Klis                               |

↑1   memorijal otkazan zbog trajanja Oluje, kada je bio predviđen, naknadno igran memorijalni susret 

## Poveznice
- NK Uskok Klis
- Klis